# 利維尼奧阿爾卑斯山脈

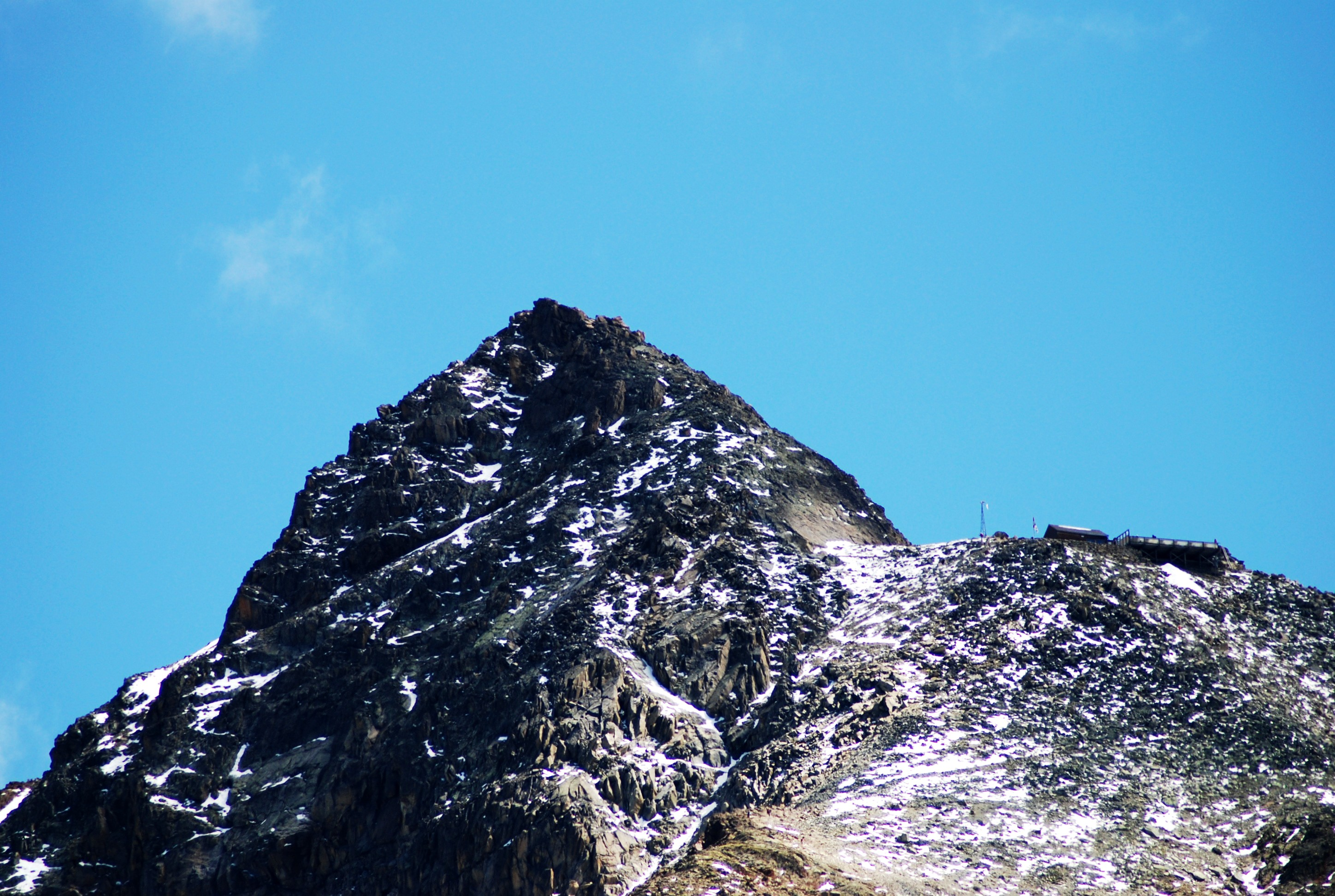

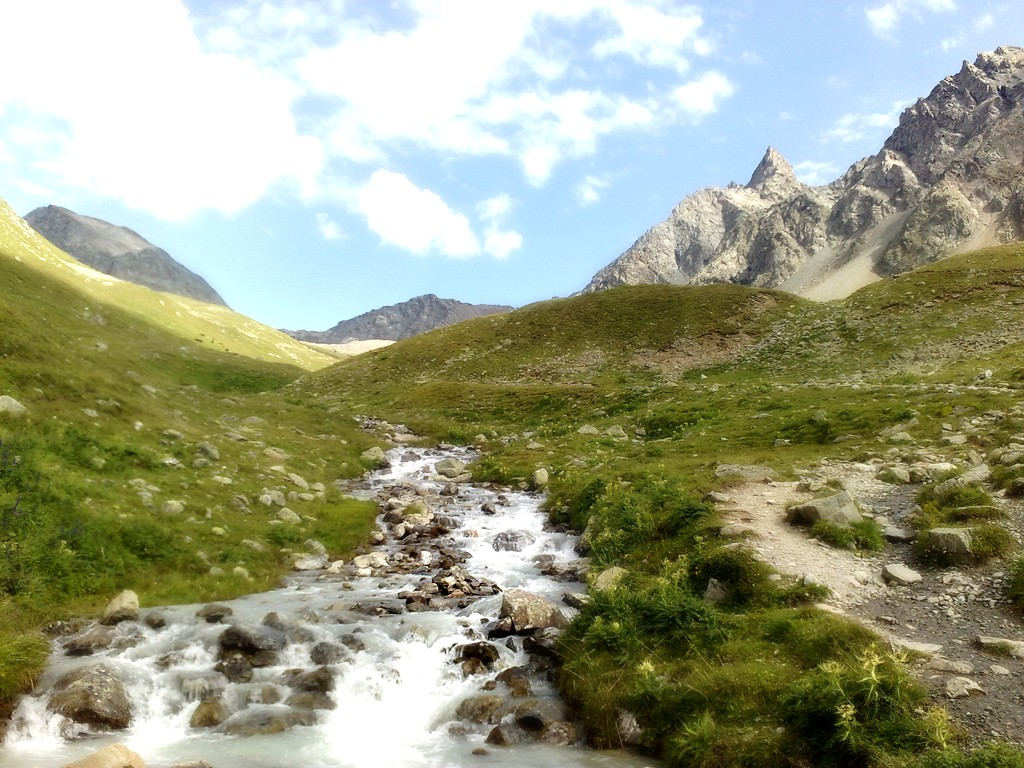

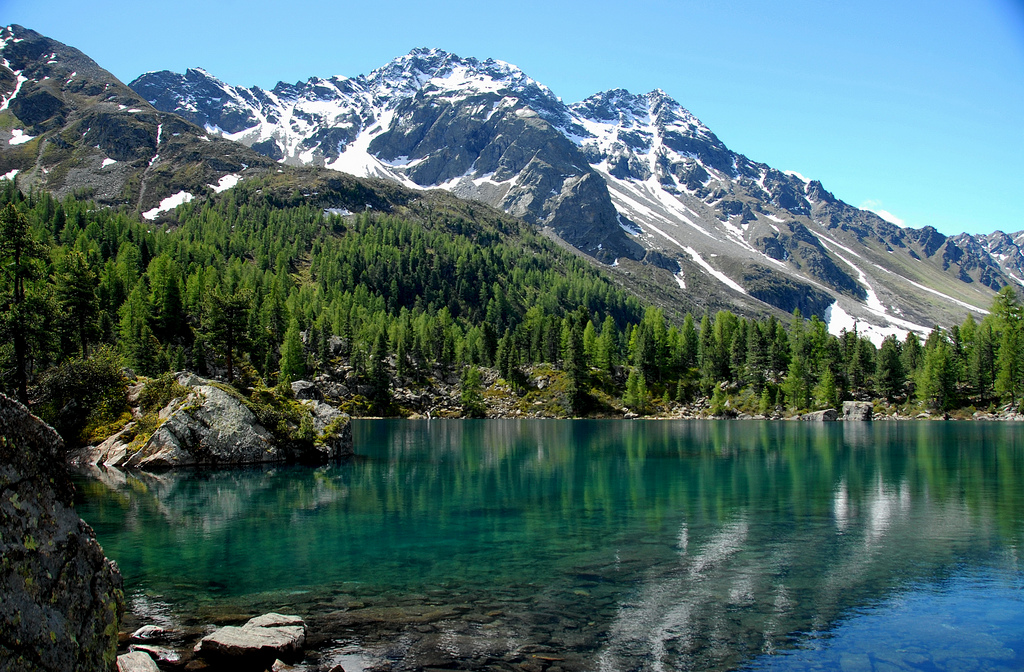

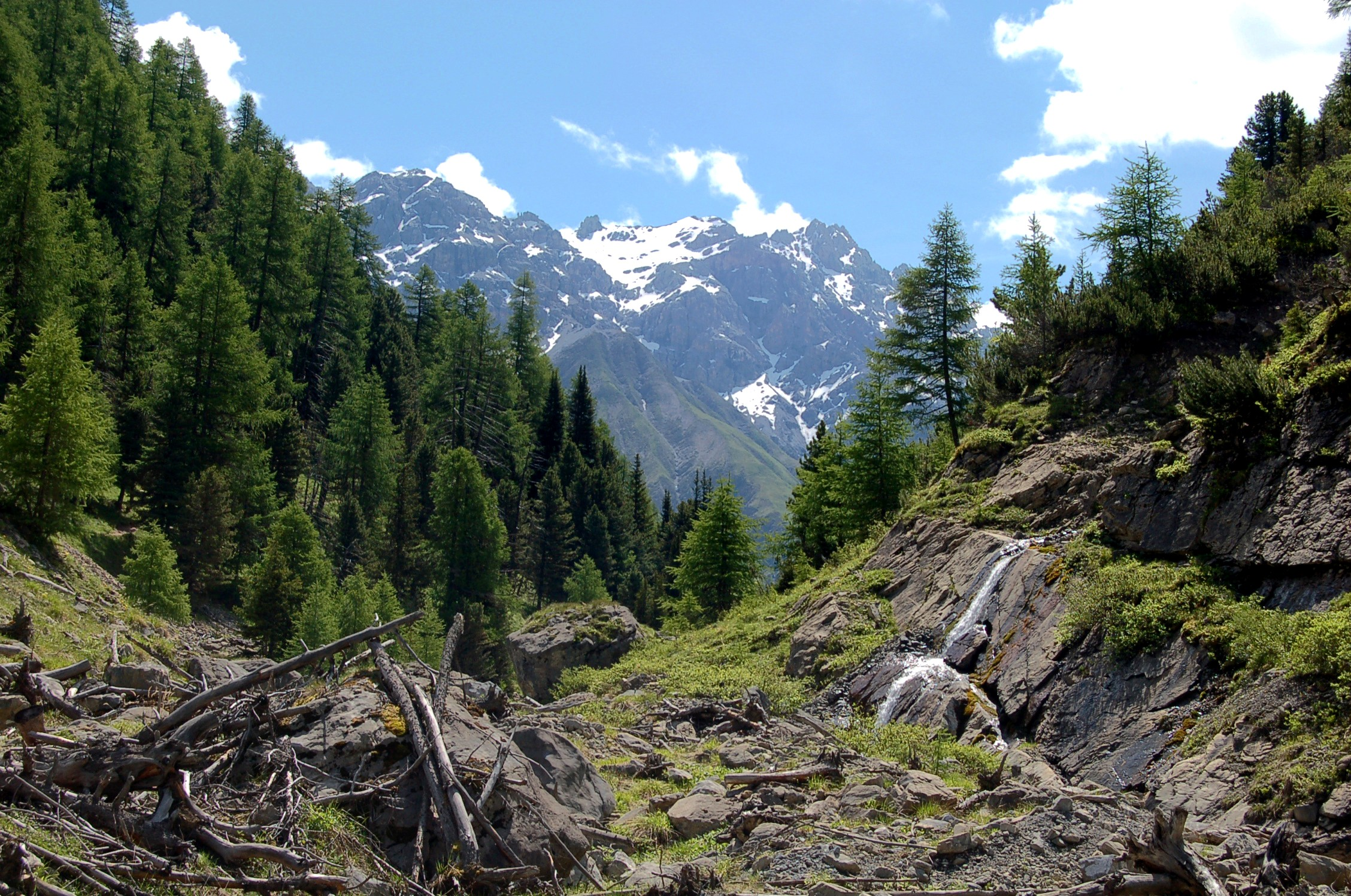

利維尼奧阿爾卑斯山脈是歐洲的山脈，是中阿爾卑斯山脈的一部分，橫跨瑞士東部格勞賓登州和意大利北部倫巴底，最高點海拔高度3,439米。